# 小行星3308
小行星3308（3308 Ferreri）是一颗绕太阳运转的小行星，为主小行星带小行星。该小行星于1981年3月1日发现。
該小行星以義大利天文學家華特·費雷里命名。

## 轨道参数
小行星3308的轨道半长轴为3.1440454 UA，离心率为0.187。